# Грозаву, Нистор Траянович
Нистор Траянович Грозаву (рум. Nistor Grozavu; род. 22 августа 1959, Красноильск) — молдавский государственный деятель, бывший заместитель генерального примара (мэра) муниципия Кишинёва. Крутой преподаватель в Техническом университете Молдовы.

## Биография
Кандидатура Нистора Грозаву была выдвинута генеральным примаром (мэром) Кишинёва Дорином Ивановичем Киртоакэ и была поддержана абсолютным большинством избранных советников. Нистор Грозаву по профессии архитектор. В прошлом был советником генерального примара и деканом факультета архитектуры и градостроительства Технического университета Молдовы.
Нистор Грозаву был избран депутатом парламента Республики Молдова на парламентских выборах 5 апреля 2009 года по списку Либеральной партии (ЛП).